# 岸本松司
岸本 松司（きしもと まつじ、生年月日不明 - ）は、日本のアニメ制作担当者。東映動画に所属していた。

## 主な作品
※特筆のないものは全て制作担当としての参加

### テレビアニメ
- キューティーハニー(1973年 - 1974年)　制作進行
- ゲッターロボ(1974年 - 1975年)
- マシンハヤブサ(1976年)
- キャンディ・キャンディ(1976年 - 1979年)
- ジャン・バルジャン物語 (1979年)
- あしたの勇者たち(1979年)
- がんばれ元気(1980年 - 1981年)
- Dr.スランプ アラレちゃん(1981年 - 1986年)
  - Dr.スランプアラレちゃん ペンギン村英雄伝説(1982年）
- ドラゴンボール(1986年 - 1989年）
- 剛Q超児イッキマン(1986年）
- ドラゴンボールZ(1989年 - 1990年、58話まで）

### 劇場版
- Dr.スランプ アラレちゃん ハロー!不思議島1981年）
- Dr.SLUMP “ほよよ!”宇宙大冒険（スペース・アドベンチャー）（1982年）
- Dr.スランプ アラレちゃん ほよよ!世界一周大レース（1983年）
- Dr.スランプ アラレちゃん ほよよ!ナナバ城の秘宝（1984年）
- Dr.スランプ アラレちゃん ほよよ!夢の都メカポリス（1985年）
- ドラゴンボール 神龍の伝説（1986年]）
- ドラゴンボール 魔神城のねむり姫（1987年）
- ドラゴンボール 摩訶不思議大冒険（1988年）
- ドラゴンボールZ（1989年）
- ドラゴンボールZ この世で一番強いヤツ（1990年）
- ドラゴンボールZ 地球まるごと超決戦（1990年）